# Aleksandr Kisłow
Aleksandr Kisłow (ros. Александр Константинович Кислов, Aleksandr Konstantinowicz Kisłow; ur. w 1929, zm. w 2010) – radziecki historyk, doktor nauk historycznych.

## Życiorys
W 1952 ukończył Moskiewski Państwowy Instytut Stosunków Międzynarodowych. W latach 1956–1971 pracował w TASS, był zastępcą głównego redaktora informacji zagranicznych. W latach 1971–1986 kierował sektorem Instytutu Stanów Zjednoczonych i Kanady Instytutu Światowej Ekonomii i Stosunków Międzynarodowych Akademii Nauk ZSRR, w latach 1986-1996 zastępca dyrektora instytutu .

## Wybrane prace
Prace z zakresu historii stosunków międzynarodowych i problemów polityki światowej .